# Invazia (film)
Invazia (engleză: The Invasion) este un film SF thriller din 2007 regizat de Oliver Hirschbiegel, cu Nicole Kidman și Daniel Craig în rolurile principale. Filmul conține scene suplimentare scrise de frații Wachowski și regizate de James McTeigue.
Dave Kajganich a adaptat pentru scenariu romanul Jefuitorii de trupuri scris de autorul Jack Finney în 1955. Filmul este a patra adaptare cinematografică a acestui roman.

## Prezentare
În timp ce se întoarce pe Pământ, o navetă spațială explodează și fragmentele desprinse aduc un virus extraterestru care rescrie ADN-ul uman. În Washington, psihiatrul Carol Bennell observă modificarea comportamentului  unuia dintre primii săi clienți, apoi cel al fostului ei soț pentru ca în final,  populația în general să se comporte diferit. Împreună cu prietenul său Dr. Ben Driscoll și cercetătorul Dr. Stephen Galeano  descoperă că epidemia extraterestră afectează ființele umane în timpul somnului și că fiul ei Ollie, care a avut varicelă când era  copil, este imun la boală și poate salva omenirea de această epidemie.

## Distribuție
- Nicole Kidman este Carol Bennell
- Daniel Craig este Ben Driscoll
- Jeremy Northam este Tucker Kaufman
- Jackson Bond este Oliver
- Jeffrey Wright este Dr. Stephen Galeano
- Veronica Cartwright este Wendy Lenk
- Josef Sommer este Dr. Henryk Belicec
- Celia Weston este Ludmilla Belicec
- Roger Rees este Yorish
- Eric Benjamin este Gene
- Susan Floyd este Pam
- Stephanie Berry este Carly
- Alexis Raben este Jill
- Adam LeFevre este Richard Lenk
- Joanna Merlin este Joan Kaufman
- Malin Åkerman este Autumn (nemenționat)
- Jeff Wincott este Transit Cop
- Benjamin Bullard este Lone Box

## Producție
Filmările au început la 26 septembrie 2005 în Baltimore și au durat 45 de zile. Filmul a beneficiat de efecte vizuale minime, fără a fi nevoie de  lucrul cu efecte greenscreen. În schimb, regizorul a folosit unghiuri ciudate de filmare și spații claustrofobice pentru a crește tensiunea filmului.
În octombrie 2006, s-a schimbat denumirea filmului din The Visiting în The Invasion, ca urmare a anulării  serialului TV omonim ABC. Studioul, cu toate acestea, nemulțumit de rezultatele muncii lui Hirschbiegel i-a angajat pe The Wachowskis să rescrie filmul și să ofere asistență la filmări suplimentare. Apoi studioul l-a angajat pe regizorul James McTeigue pentru a reface anumite scene care au costat încă 10 milioane $.

## Comparație cu romanul și alte adaptări
- Cea mai mare diferență dintre acest film și roman sau ecranizările sale anterioare este că în loc de înlocuirea oamenilor cu duplicate crescut în capsule, organismul extraterestru manipulează victima din interiorul creierului.
- Ca și în versiunea din 1978, extratereștrii din acest film pot fi văzuți în forma lor originală înainte de a apărea în formă umană.
- Spre deosebire de filmul din 1993 , invadatorii apar într-un mediu civil. Ca și în filmul din 1978, acțiunea acestui film are loc într-un mediu urban, acum în Washington DC, înlocuind San Francisco.
- Atât în roman cât și în primele două filme, personajul principal se numește Bennell și lucrează ca medic. Cu toate acestea, aici, Bennell este psihiatru și este femeie.